# Vladimir Voinovici
Vladimir Nikolaevici Voinovici (n. 26 septembrie 1932, Сталинобод, Republica Sovietică Socialistă Tadjikă, URSS – d. 27 iulie 2018, Moscova, Rusia) a fost un scriitor rus, disident sovietic. Din cauza activităților sale în apărarea drepturilor omului a fost persecutat și nevoit să emigreze în Occident. Este cunoscut mai ales pentru romanul satiric Жизнь и необычайные приключения солдата Ивана Чонкина (Viața și neobișnuitele aventuri ale soldatului Ivan Cionkin).

## Viața și cariera

### În Uniunea Sovietică
Vladimir Voinovici s-a născut în capitala Republicii Sovietice Socialiste Tadjike de atunci, Stalinabad, numită din 1961 Dușanbe. Tatăl său, Nikolai Pavlovici Voinovici (1905-1987), era ziarist. Fiul scriitorului, arhitect, istoric și scriitor, a cercetat originile sale din partea tatălui și a găsit că strămoșul lui, Marko Vojnović, era un muntenegrean care s-a angajat în secolul al XVIII-lea în marina militară rusă și a ajuns amiral. În 1936, tatăl lui Vladimir Voinovici a fost arestat pentru așa-zisă agitație și propagandă antisovietică și condamnat la cinci ani de lagăr de muncă. În 1941, la începutul războiului cu Germania nazistă, a fost trimis pe front și a ajuns invalid. Mama scriitorului era evreică. Ea și-a început activitatea ca ziaristă, colaborând cu soțul ei, dar mai târziu a devenit profesoară de matematică.
În timpul războiului și după acesta, familia s-a mutat de mai multe ori dintr-un oraș sau sat în altul. Pentru o vreme s-a stabilit la Zaporijjea. Vladimir Voinovici a terminat o școală profesională în 1948, apoi a lucrat într-o întreprindere ca tâmplar. Între anii 1951 și 1955 a făcut serviciul militar, o parte a acestuia în trupele sovietice staționate în Polonia, unde a urmat și o pregătire de mecanic de motoare de avion. Aici s-a gândit să devină poet și s-a exersat în a scrie poezii. A și trimis mai multe unui ziar provincial al armatei, dar i s-a publicat numai una. Între timp, familia lui s-a stabilit la Kerci, unde tatăl lui lucra din nou ca ziarist, la un ziar local. În acesta au apărut sub pseudonim unele poezii scrise de fiul său încă în armată, apoi, în anul următor, tot aici, alte poezii semnate cu numele lui. S-a înscris în ultima clasă a școlii medii (aproximativ echivalentă cu liceul), la cursul seral, și a terminat-o în 1956.
Imediat după terminarea școlii, Voinovici a plecat la Moscova, unde a lucrat mai întâi ca muncitor necalificat la reparații de căi ferate, apoi în meseria lui, în construcții de blocuri de locuințe, și a locuit în cămin de muncitori. În timpul liber frecventa un cerc literar de amatori și conferințe ținute de diverși literați. A încercat de două ori să intre la Institutul de Literatură Maxim Gorki⁠(d), cunoscut și ca Litinstitut, dar fără succes. Până la urmă, fără să aibă vocație de profesor, a intrat la facultatea de istorie a Institutului Pedagogic N. K. Krupskaia. Aici nu a prea frecventat cursurile, ci a continuat să scrie poezii, publicând unele în revista institutului și în câteva ziare. În același timp se exersa și în scrierea de proză scurtă. În 1958, în vacanța de vară a mers în Kazahstan împreună cu colegii, la munci agricole în cadrul campaniei de desțelenire. Avea probleme materiale serioase din cauza bursei prea mici, de aceea, în 1959 a abandonat institutul, apoi a avut slujbe succesive la câteva ziare.
În 1960, Voinovici a fost angajat pe o perioadă de probă ca redactor la secția de satiră și umor a radioului unional. Odată a fost nevoie să se scrie textul unui cântec despre cucerirea cosmosului, dar momentan nu era disponibil un textier consacrat. S-a oferit Voinovici, și a scris textul cântecului Четырнадцать минут до старта (Paisprezece minute până la pornire), care a fost difuzat și a devenit imediat popular. Ulterior a mai scris circa 40 de texte de cântece, și situația sa materială s-a îmbunătățit semnificativ. În 1961, revista Novîi Mir i-a publicat nuvela Мы здесь живём (Noi trăim aici). Paisprezece minute până la pornire devenise cântecul preferat al cosmonauților. L-au cântat Iuri Gagarin în timpul misiunii sale spațiale, apoi, în 1962, Andrian Nikolaev⁠(d) și Pavel Popovici⁠(d) în timpul misiunilor lor. La primirea acestora la întoarcere, l-a citat și Nikita Sergheevici Hrușciov, conducătorul de atunci al Uniunii Sovietice În urma acestui succes, Vladimir Voinovici a devenit cunoscut, și în 1962 a fost primit în Uniunea Scriitorilor Sovietici.
În 1963, Vladimir Voinovici a început să scrie romanul satiric Viața și neobișnuitele aventuri ale soldatului Ivan Cionkin, dar când a prezentat capitole din el la redacția revistei Novîi Mir, acesta nu a fost considerat acceptabil din punctul de vedere al regimului politic sovietic. În 1966, scriitorul a început să se manifeste ca disident, semnând petiții în apărarea scriitorilor Andrei Siniavski⁠(d) și Iuli Daniel⁠(d), condamnați pentru că au publicat scrieri în Occident. Ulterior a semnat și alte asemenea petiții în apărarea drepturilor omului. Deocamdată erau încă tolerate manifestările nu prea virulente împotriva regimului, cum erau cele ale lui Voinovici, dar în 1968, când a început Primăvara de la Praga, oficialitățile culturale și ale partidului comunist au început să facă presiuni asupra lui ca să-și retragă semnătura de pe petițiile în apărarea disidenților, i s-au adus acuzații în presă, nu i s-au mai publicat scrierile, a fost oprită turnarea filmelor după scenariile lui și prezentarea pieselor sale.
În 1969 a aflat că prima parte a romanului a fost publicată fără aprobarea lui în revista Grani din Frankfurt am Main a unor emigranți ruși. Scriitorul a presupus că aceasta se întâmplase din cauză că el dăduse copii ale manuscrisului unor cunoștințe, mai și pierduse copii, astfel încât capitolele scrise circulau în samizdat și cineva le scosese din țară fără știrea lui. Presiunile asupra scriitorului au devenit și mai mari, și el se confrunta cu probleme materiale grave. De aceea au putut obține de la el să protesteze public împotriva publicării scrierii sale, dar și după aceea a putut lucra o vreme numai sub pseudonim, apoi, în 1972 a putut publica din nou cu numele lui.
În 1973 a făcut el însuși să ajungă manuscrisul întregului roman la editura YMCA Press⁠(d) din Paris a unor emigranți ruși, care nu l-a publicat imediat. A trimis în Occident și o scrisoare de protest împotriva cenzurii și astfel a devenit cunoscut în Occident datorită unor emisiuni de radio în care a fost citită. În 1974 a fost exclus din Uniunea Scriitorilor, dar l-a cooptat ca membru centrul francez al PEN International. În 1975 a apărut Cionkin în limba rusă, dar încă înainte de aceasta apăruseră traduceri ale sale în câteva țări. A avut de-acum venituri din aceste publicații. În 1976, Academia Bavareză de Arte Frumoase⁠(d) l-a ales membru corespondent. A continuat activitățile disidente. Printre altele, un prieten al scriitorului Vasili Grossman i-a predat singura copie păstrată a manuscrisului romanului Viață și destin a acelui scriitor, și Voinovici l-a făcut să ajungă în Occident, unde a fost publicat. Până atunci se crezuse că toate exemplarele manuscrisului fuseseră confiscate în 1960 de către KGB. Autoritățile încercau să-l intimideze pe Voinovici, dar nu s-a ajuns până la arestarea lui, pentru că era deja prea cunoscut în lume. În 1980 i s-a pus în vedere ca alternativă să părăsească țara. A făcut-o, fiind invitat de Academia Bavareză de Arte Frumoase.

### În emigrație
S-a stabilit cu soția și fetița lor în satul Stockdorf⁠(d) din Bavaria. La început, pe lângă publicații, a scris texte umoristice pentru emisiunea în limba rusă a BBC, a ținut conferințe în Europa Occidentală și în Statele Unite ale Americii, a dat interviuri. În 1981 i s-a retras cetățenia sovietică și a primit azil politic în Germania de Vest. După aceasta a lucrat un an ca profesor invitat de literatura rusă la Universitatea Princeton, apoi, între 1983 și 1987 a fost colaborator al Radio Libertatea la München.
În 1985, în Uniunea Sovietică a început implementarea treptată a reformelor inițiate de Mihail Gorbaciov, devenit conducătorul țării. În 1988 a apărut pentru prima oară acolo Cionkin, în revista Iunost⁠(d). În 1989, Voinovici a primit cetățenia germană și s-a putut întoarce pentru prima oară în patrie, apoi Institutul Kennan⁠(d) din Washington, D.C. l-a invitat pentru un an ca bursier. În 1990 a reprimit cetățenia sovietică și locuință în Moscova. Locuia când aici, când la München, unde rămăsese familia lui. În Rusia i se publicau scrierile interzise până atunci și cele noi.

### Din nou în Rusia
În 2004, scriitorul s-a stabilit definitiv în Rusia, unde și-a continuat activitățile literare și sociale. În 1994 începuse și să picteze în stil naiv. A avut mai multe expoziții personale în Rusia, în Germania și la Viena.
Scriitorul constata că în Rusia, regimul politic devenise pseudo-democratic, cel al unui singur partid, Rusia Unită, și a început să se manifeste împotriva lui. Printre altele, în 2001 a semnat împreună cu alte personalități o scrisoare deschisă în apărarea canalului de televiziune independent NTV. În 2003 a cerut împreună cu alte personalități oprirea războiului din Cecenia. În 2014, înaintea anexării Crimeii a semnat împreună cu mai mulți intelectuali un apel la protest împotriva acestui act.
Pe plan umanitar, scriitorul a fost copreședinte al consiliului de administrație al fondului Vera (Credință) de sprijin pentru îngrijirile paliative.
Scriitorul a încetat din viață în 2018.

## Viața personală
Vladimir Voinovici s-a căsătorit prima oară în 1957, dar a divorțat în 1965 și s-a recăsătorit. A doua soție, cu care a emigrat împreună, a decedat în 2004. În același an, stabilindu-se în Rusia, scriitorul s-a recăsătorit. Cu prima soție a avut doi copii: o fată care a murit în 2006, și un băiat, Pavel Voinovici, arhitect, istoric și scriitor, care trăiește în Muntenegru. Cu a doua soție are o fată, Olga Voinovici, scriitoare în limba germană.

## Principalele opere
Vladimir Voinovici a scris poezii, texte de cântece, romane, nuvele, piese de teatru, eseuri scenarii și texte pentru radio și memorii. A renunțat la poezie, neconsiderându-se un poet destul de bun. Mai jos, primele apariții în limba rusă ale operelor sale principale în proză.

### În Uniunea Sovietică, înainte de emigrare
- Мы здесь живём (Noi trăim aici), 1961[27][28] – nuvelă;
- Хочу быть честным (Vreau să fiu cinstit), 1963[29] – nuvelă;
- Расстояние в полкилометра (Distanță de o jumătate de kilometru), 1963[30] – nuvelă;
- Смеётся тот, кто смеётся (Râde cine râde), 1964[31] – roman colectiv publicat în foileton, Voinovici fiind unul din nouă autori;
- Два товарища (Doi prieteni), 1967[32] – nuvelă;
- Степень доверия. Повесть о Вере Фигнер (Gradul de încredere. Nuvelă despre Vera Figner⁠(d)), 1972[33].

### În străinătate, înaintea emigrației și în timpul acesteia
- Жизнь и необычайные приключения солдата Ивана Чонкина (Viața și neobișnuitele aventuri ale soldatului Ivan Cionkin), 1969[34] – primele capitole ale romanului cu același titlu.
- Путём взаимной переписки (Prin corespondență reciprocă), 1973[35] – nuvelă.
- Жизнь и необычайные приключения солдата Ивана Чонкина (1975)[36] este romanul complet publicat parțial în 1969. Mai târziu, când a apărut continuarea lui, acest volum a primit titlul Лицо неприкосновенное (O persoană intangibilă), iar primul titlu a devenit cel al unei trilogii. Personajul principal este un simplu soldat din Armata Sovietică. Cu puțin înainte de izbucnirea războiului din 1941, este dus într-un sat cu ordinul să păzească un avion defectat, dar începe războiul și superiorii uită de el. Începe o relație amoroasă cu o femeie tânără din sat, se integrează în acesta și se simte bine, dar un locuitor îl denunță ca dezertor. NKVD-ul vine să-l aresteze, dar el rezistă, îndeplinind ordinul primit. Apoi vine să-l lichideze un întreg regiment al armatei, dar el tot rezistă, apoi situația se lămurește și este chiar decorat de comandantul regimentului. Până la urmă este totuși arestat[37].
- Происшествие в «Метрополе» (Incident la Metropol), 1975[38].
- Иванькиада, или Рассказ о вселении писателя Войновича в новую квартиру (Ivankaida sau Nuvelă despre mutarea scriitorului Voinovici în locuință nouă), 1976[39].
- Претендент на престол: Новые приключения солдата Ивана Чонкина (Pretendentul la tron. Noile aventuri ale soldatului Ivan Cionkin), 1979[40].
- Фиктивный брак (Căsătorie fictivă), 1983[41] – comedie.
- Трибунал (Tribunalul), 1985 – piesă transmisă de emisiunea în limba rusă a BBC.
- Антисоветский Советский Союз (Uniunea Sovietică antisovietică), 1985[42] – eseuri.
- Москва 2042 (Moscova 2042) (1986)[43] este un roman utopic, în care autorul prevede oarecum viitorul Rusiei. Alter egoul scriitorului face în 1982 o călătorie în timp la Moscova anului 2042, unde ideologia dominantă este o combinație dintre cea sovietică și cea a bisericii ortodoxe, iar președintele este un fost ofițer KGB[44].
- Шапка (Căciula) (1987)[45] este o nuvelă al cărui personaj principal este un scriitor mediocru. Uniunea Scriitorilor distribuie membrilor săi căciuli de blană de calitatea corespunzătoare celei a operelor lor. Acest scriitor primește doar una din blană de pisică și pretinde una mai bună, dar în zadar[46].

### În Uniunea Sovietică și în Rusia, după 1988
- Запах шоколада (Miros de ciocolată), 1997[47] – nuvele.
- Монументальная пропаганда (Monumentala propagandă), 2000[48] este un roman care urmează calea vieții unei femei staliniste convinse dintr-un orășel, din perioada destalinizării din anii 1950 până în cea post-sovietică, timp în care mentalitatea rușilor nu s-a schimbat prea mult, și nici viitorul nu se arată a fi mai bun pentru țară[49].
- Портрет на фоне мифа (Portret pe fondul mitului), 2002[50] – eseu critic la adresa lui Aleksandr Soljenițîn.
- Перемещённое лицо (O persoană deplasată), 2007[51] – romanul final al trilogiei Cionkin.
- Автопортрет. Роман моей жизни (Autoportret. Romanul vieții mele), 2010[52].
- Малиновый пеликан (Pelicanul purpuriu), 2016[53] – roman.
- Фактор Мурзика (Factorul Murzika), 2017[54] – volum de nuvele, în care Factorul Murzika în primă apariție.

## Adaptări
- 1974 – Не пройдёт и года… (Nu trece nici un an...) – film sovietic de televiziune după Хочу быть честным (Vreau să fiu cinstit), la care Voinovici a fost coscenarist[55];
- 1990 – Кот домашний средней пушистости (O pisică domestică nu destul de pufoasă) – piesă adaptată împreună cu un alt scriitor după Шапка (Căciula)[56];
- 1990 – Шапка (Căciula) – film sovietic de cinema[57];
- 2001 – Два товарища – film rusesc de cinema[58];
- 1992 – Mačka domáca (Pisica domestică) – film slovac de televiziune după Шапка (Căciula)[59];
- 1994 – Život a neobyčejná dobrodružství vojáka Ivana Čonkina (Viața și neobișnuitele aventuri ale soldatului Ivan Cionkin) – film de cinema în coproducție internațională, de regizorul ceh Jiří Menzel[60];
- 2007 – Приключения солдата Ивана Чонкина (Aventurile lui Ivan Cionkin) – miniserial rusesc de televiziune după primul roman al trilogiei[61];
- 2009 – Только не сейчас (Numai nu acum) – film ruso-polonez de cinema după nuvela Запах шоколада (Miros de ciocolată)[62].

Primul volum al trilogiei Cionkin are mai multe adaptări teatrale, de exemplu Как солдат Иван Чонкин самолёт сторожил (Cum a păzit un avion soldatul Ivan Cionkin), de Iuli Klim și Vladimir Dașkevici, comedie cu premiera în 1995.

## Primirea operei

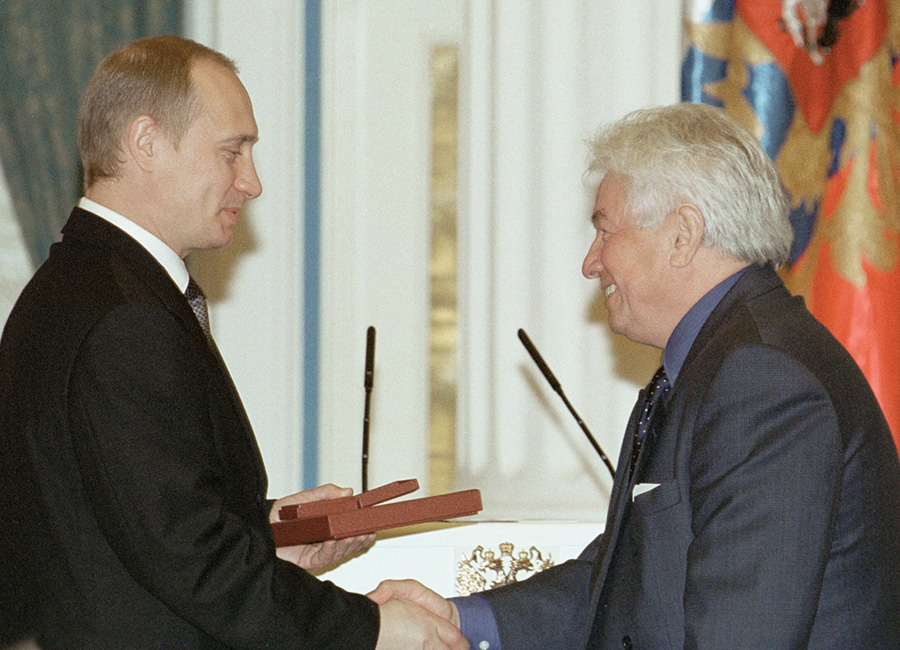
Președintele rus Vladimir Putin îi înmânează lui Vladimir Voinovici Premiul de Stat al Federației Ruse, la 12 iunie 2001.

Vladimir Voinovici a devenit cunoscut și apreciat mai întâi în Uniunea Sovietică prin cântecele cu texte scrise de el, foarte populare în anii 1960. După aceea l-a cunoscut și lumea occidentală datorită primului volum din trilogia Cionkin, publicat mai întâi în traduceri în câteva limbi, apoi în rusă, în 1975. Când în anii 1990 a putut să apară și în Uniunea Sovietică, s-a bucurat de o popularitate deosebită. Scriitorul este apreciat mai ales pentru acest roman, remarcat pentru umorul său și mesajul uman adânc și mișcător, precum și satira la adresa absurdităților regimului stalinist. După 1975 a fost tradusă și în alte limbi. Este singura carte a autorului tradusă și în limba română.

### Distincții
- 1976 – membru corespondent al Academiei Bavareze de Arte Frumoase;
- 1999 – Premiul Friedrich Joseph Haass⁠(d)[66];
- 2000 – Premiul de Stat al Federației Ruse⁠(d) pentru romanul Monumentala propagandă[67];
- 2002 – Premiul Andrei Saharov pentru curajul civic al scriitorului⁠(d)[67];
- 2016 – Premiul Lev Kopelev⁠(d)[68].

Vladimir Voinovici a fost și membru de onoare al Academiei Ruse de Arte⁠(d).